# Evijärvi
Evijärvi es un municipio de Finlandia.
Se localiza en la provincia de Finlandia Occidental y es parte de la región de Ostrobotnia del Sur. El municipio posee una población de 2,634 (30 de junio de 2015) y cubre un área de 390.71 km² de los cuales 36.7 km² son agua. La densidad de población es de 7.44 habitantes por kilómetro cuadrado.
El municipio es monolingüe y su idioma oficial es el finés.

## Personas nacidas en Evijärvi
- Jalmari Linna (1891 – 1954)
- Aleksi Kiviaho (1913 – 1986)
- Ilmari Linna (1917 – 1981)
- Tea Ista (1932 – 2014)
- Esko Ahonen (1955)